# Allen Tate
John Orley Allen Tate (Winchester, 19 novembre 1899 – Nashville, 9 febbraio 1979) è stato un poeta e critico letterario statunitense.
È stato uno dei più importanti teorici del gruppo New Criticism (Nuova Critica). 

## Biografia
Fondò con John Crowe Ranson la rivista The Fugitive, di tono conservatore, in cui si difendevano le tradizioni agresti del vecchio Sud e per la quale Tate scrisse tra l'altro un saggio sulla religiosità degli Stati del Sud e un famoso manifesto, pubblicato nel 1930, I'll Take My Stand (Prenderò posizione).
Discepolo di Thomas Ernest Hulme, non poco influenzato da Eliot, di cui si riconosce l'influsso in un profondo senso religioso, sostenne in Reactionary Essays on Poetry and Ideas la necessità di un metodo critico rigorosamente formale ed estetico. In Reasons in Madness Tate denuncia invece il caos provocato dalle interferenze tra valori qualitativi e quantitativi, tra arte e scienza.
Nelle sue raccolte poetiche la preziosità dello stile che Tate fa trasparire si richiama alla poesia metafisica inglese.

## Opere

### Poesia
- Ode to the confederate dead (1926)
- Poems, 1928-1931 (1932)
- The Mediterranean and Other Poems (1936)
- Selected Poems (1937)
- The Winter Sea (1944)
- Poems, 1920-1945 (1947)
- Poems, 1922-1947 (1948)
- Two Conceits for the Eye to Sing, If Possible (1950)
- Poems (1960)
- Poems (1961)
  - trad. parziale di Alfredo Rizzardi in Ode ai caduti confederati e altre poesie, Arnoldo Mondadori Editore, Milano 1970
- The Swimmers and Other Selected Poems (1970)
- Collected Poems 1919-1976 (1977)

### Prosa
- Stonewall Jackson: The Good Soldier (1928)
- Jefferson Davis: His Rise and Fall (1929)
- Robert E. Lee (1932)
- Reactionary Essays on Poetry and Ideas (1936)
- The Fathers (1938; 1960), romanzo
  - trad. di Marcella Bonsanti, I nostri padri, Feltrinelli, Milano 1964
- Reason in Madness (1941)
- Sixty American poets, 1896-1944 (1945, a cura di)
- On the Limits of Poetry: Selected Essays, 1928-1948 (1948)
  - trad. parziale di Nemi D'Agostino, in Saggi, Edizioni di storia e letteratura, Roma 1957
- The Collected Poems of John Peale Bishop (1948, a cura di)
- The Hovering Fly (1949)
- The Forlorn Demon: Didactic and Critical Essays (1953)
  - trad. parziale di Nemi D'Agostino, in Saggi, Edizioni di storia e letteratura, Roma 1957
- The Man of Letters in the Modern World: Selected Essays 1928-1955 (1955)
- Modern Verse in English, 1900-1950 (1958, a cura di, con David Cecil)
- Collected Essays (1959)
- The House of Fiction: An Anthology of the Short Story (1960, a cura di, con Caroline Gordon)
- T. S. Eliot: The Man and His Work (1967, a cura di)
- Essays of Four Decades (1969)
- Six American Poets: From Emily Dickinson to the Present (1969, a cura di)
- The Literary Correspondence of Donald Davidson and Allen Tate (1974, a cura di John Tyree Fain e Thomas Daniel Young), lettere con Donald Davidson
- Memoirs and Opinions, 1926-1974 (1975)
- The Republic of Letters in America: The Correspondence of John Peale Bishop and Allen Tate (1981, a cura di Thomas Daniel Young e John J. Hindle), lettere con John Peale Bishop
- The Poetry Reviews of Allen Tate 1924-1974 (1983, a cura di Ashley Brown e Frances Neel Cheney)
- The Lytle-Tate letters: The Correspondence of Andrew Lytle and Allen Tate, (1987, a cura di Thomas Daniel Young ed Elizabeth Sarcone), lettere con Andrew Lytle